# Macron (przedsiębiorstwo)
Macron S.p.A. – włoskie przedsiębiorstwo odzieżowe z siedzibą w Crespellano, w prowincji Bolonia.

## Historia
Przedsiębiorstwo Macron zostało założone w 1971 roku jako dystrybutor amerykańskich marek sportowych we Włoszech. Do 1994 roku firma skupiała się na imporcie sportowych produktów elektronicznych z USA. Znaczący rozwój firmy miał miejsce w 1994 roku i zbiegł się z przeniesieniem głównego biura do Crespellano.
Od 1994 roku firma rozpoczęła produkcję wyrobów pod własną marką.
W 2014 roku, między Macron i angielskim klubem Bolton Wanderers podpisano umowę o nazewnictwie stadionu klubu o nazwie Macron Stadium, nazwa pozostaje aż do końca 2018 roku. Firma została również sponsorem technicznym klubu.
Macron jest sponsorem technicznym (producentem strojów), zwłaszcza w piłce nożnej. W tym sporcie jest obecny od 2001 roku i od tego czasu sponsoruje Bolonię. Do dziś firma ubrała około 300 zespołów, zarówno kluby, jak i reprezentacje, w 40 krajach i w 8 różnych dyscyplinach takich jak baseball, koszykówka, siatkówka, futsal, piłka ręczna oraz rugby.
W piłce nożnej Macron produkuje stroje dla reprezentacji Albanii, Andory, Armenii, Białorusi, Cypru, Kenii, Liechtensteinu, Luksemburga, San Marino oraz Wysp Owczych. Wśród znanych klubów sponsorowanych przez Macrona, wymienić można Hajduk Split, AJ Auxerre, APOEL FC, FC Nantes, Real Sociedad, Trabzonspor, Viktorię Pilzno oraz Vitórię SC. W Polsce firma jest sponsorem technicznym piłkarskich drużyn Gryfa Wejherowo, Lecha Poznań, Arki Gdynia, GKS Katowice i Widzewa Łódź
Od 2016 roku jest sponsorem technicznym szkockiej reprezentacji rugby, a od 2017 Włoch.